# ایستگاه متروی قائم
ایستگاه متروی قائم یکی از ایستگاه‌های خط ۳ متروی تهران است که در شهرک قائم واقع در شمال شرق تهران قرار دارد.
این ایستگاه در ۳۱ شهریور ۱۳۹۴ خورشیدی به بهره‌برداری رسیده است. این ایستگاه در منطقه ۱ شهرداری تهران واقع شده و به محله‌هایی چون شهرک قائم، شهرک محلاتی، سوهانک و ازگل دسترسی دارد. این ایستگاه به خط ۹ بی آر تی تهران دسترسی دارد.

## خطوط اتوبوسرانی
از خطوط اتوبوسرانی منتهی به این ایستگاه خطوط ذیل می‌باشد:
- خط ۲۹۸ شهرک قائم به پایانهٔ تجریش در مسیر خیابان‌های شهرک قائم، بلوار ارتش، بلوار اوشان، دارآباد، خیابان پورابتهاج (دارآباد)، خیابان شهید باهنر (نیاوران)، میدان قدس، خیابان شهرداری و میدان تجریش

از خطوط اتوبوس‌رانی عبوری از مجاور این ایستگاه در بلوار ارتش خطوط ذیل می‌باشد:
- خط ۱۰۹ یا ۹ اتوبوس‌های تندرو از پایانهٔ لاله به پایانهٔ جوانمرد قصاب از مسیر بلوار ارتش، بزرگراه امام علی، بزرگراه شهید کریمی (کمربندی شهرری)، بلوار شهید دستواره (جوانمرد قصاب) تا ایستگاه متروی جوانمرد قصاب
- خط ۱۰۶ پایانهٔ لاله به پایانهٔ شهید افشار (پارک وی) در مسیر بلوار ارتش، بزرگراه‌های امام علی و شهید بابایی، ایستگاه متروی نوبنیاد، بزرگراه‌های شهید صدر و شاهنشاهی
- خط ۲۱۵ سوهانک به سه‌راه ضرابخانه در مسیر بلوار ارتش، اراج، خیابان لنگری، میدان نوبنیاد، خیابان پاسداران، حسینیهٔ ارشاد، خیابان کوروش، ابتدای بزرگراه‌های شهید همت و شهید زین‌الدین
- خط ۲۱۶ شهرک شهید محلاتی به پایانه علم و صنعت در مسیر شهرک محلاتی، بلوار ارتش، بلوار نیروی زمینی، بزرگراه شهید بابایی، خیابان هنگام، چهارراه استقلال، خیابان سراج، خیابان فرجام، خیابان سرسبز، مترو سرسبز، بزرگراه داریوش غرب، میدان فرح، بزرگراه داریوش شرق تا پایانه ضلع شمالی ایستگاه متروی دانشگاه علم و صنعت
- خط ۳۰۱ بلوار ارتش به پایانهٔ متروی شهید حقانی در مسیر بلوار ارتش، بلوار نیروی زمینی، خیابان شعبانلو، لویزان، خیابان افتخاریان، میدان هروی، خیابان افشاری، بلوار گیلان، ایستگاه متروی شهید زین‌الدین، میدان فرخی یزدی، بزرگراه شهید همت و بزرگراه جهان‌کودک[۲]